# شكرا على تلك الأوقات
كتاب ...شكرا على تلك الاوقات... للمؤلقه الفرنسية فاليري تريفلير زوجه الرئيس الفرنسي فرانسوا هولاند السابقة وتتحدث من خلاله كيف ان الرئيس زوجها انهي علاقته معها من خلال إعلان ب 18 كلمه املاه الرئيس للصحافة وامور كثيره هن علاقتها بالرئيس هولاند حينما كانت ب اليزيه زوجه له والسييدة الأولى في فرنسا. وقد صرحت فاليري تريفلير أن «كل ما كتبته هو الحقيقة، لأنها عانت كثيرا من الأكاذيب ولا تريد بدورها أن تكذب».

## المحتويات
تتحدث المؤلفه عن حياتها في قصر الإليزيه التي عاشت فيه في الفترة من مايو 2012 بعد فوز فرانسوا هولاند بالانتخابات الرئاسية وغادرته في يناير 2014 ، وعن زحمة المستشارين والوزراء المقربين حول فرانسوا هولاند إلى درجة أنه أصبح من الصعب عليها ان تكون معه. وأن هولاند أصبح يبتعد عنها بشكل تدريجي ولا يتحدث معها. وعدم امتلاك حياة خاصة. تقول الكاتبه 